# Ники Керамеус
Ники Керамеус (грч. Νίκη Κεραμέως, рођена 18. јула 1980) је грчка правница, политичарка и министарка образовања и верских послова и члан Нове демократије.

## Биографија
Рођена је 18. јула 1980. у Солуну. Студирала је право на Универзитету у Паризу 1 Пантеон-Сорбона и на Правном факултету Универзитета Харвард. Члан је атинске и њујоршке адвокатске коморе. Први пут је изабрана за народног посланика на парламентарним изборима јануара 2015. и поново у септембру 2015. Била је члан „Посебног сталног комитета за казнено–поправни систем и друге облике заточења притвореника” и „Сталног одбора за јавну управу, јавни ред и правосуђе”. Поново је изабрана за парламентарног представника у изборној јединици Б1 Северна Атина на парламентарним изборима 2019. када је именована за министарку образовања и верских послова Нове демократије 9. јула 2019. Удата је за грчког адвоката са којим има два сина. Поред грчког говори и енглески, француски и немачки језик.